# Beltrami County Courthouse
Das Beltrami County Courthouse wurde 1902 als Sitz der lokalen Verwaltung des Beltrami County erbaut.

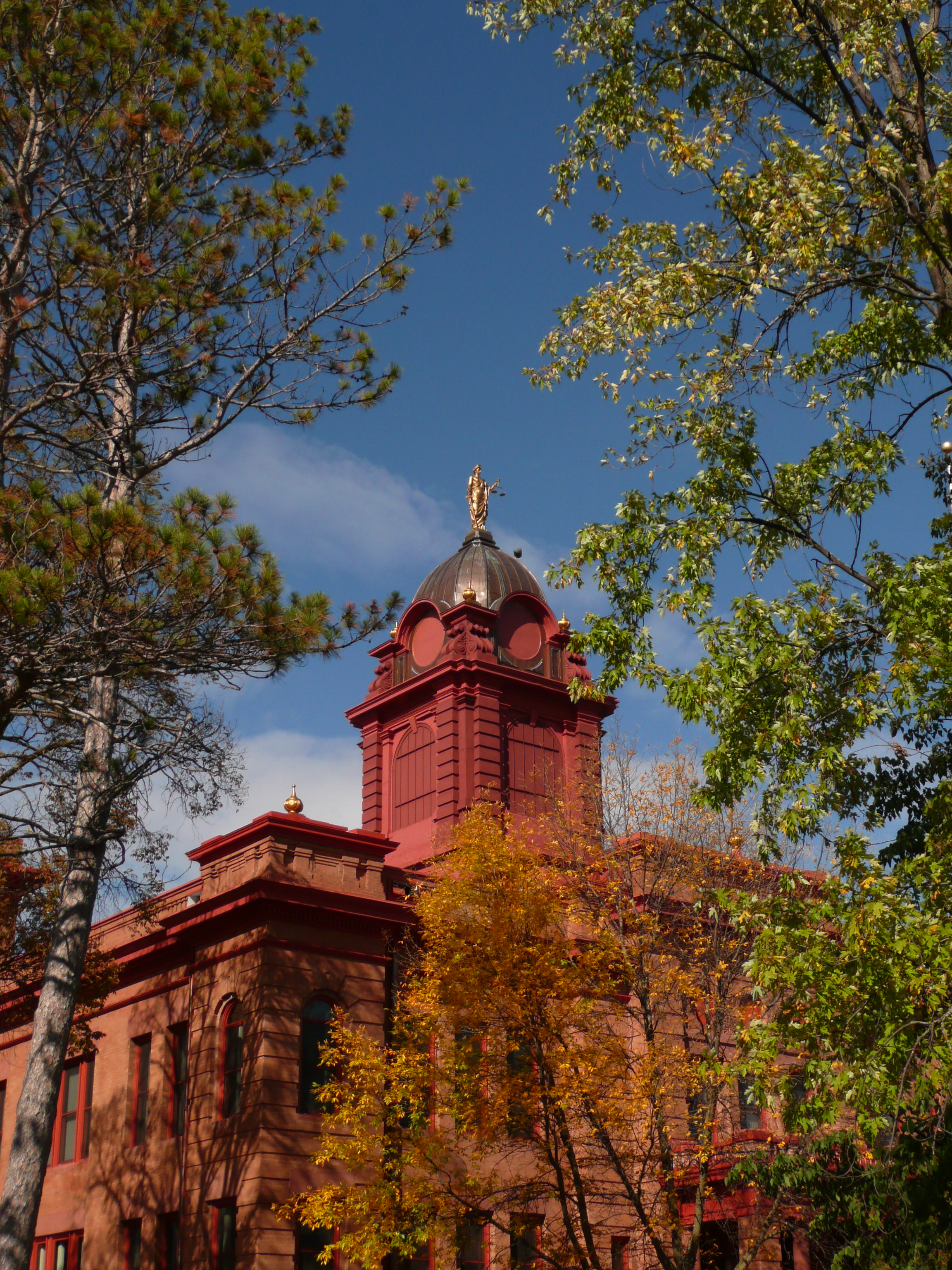
Beltrami Courthouse

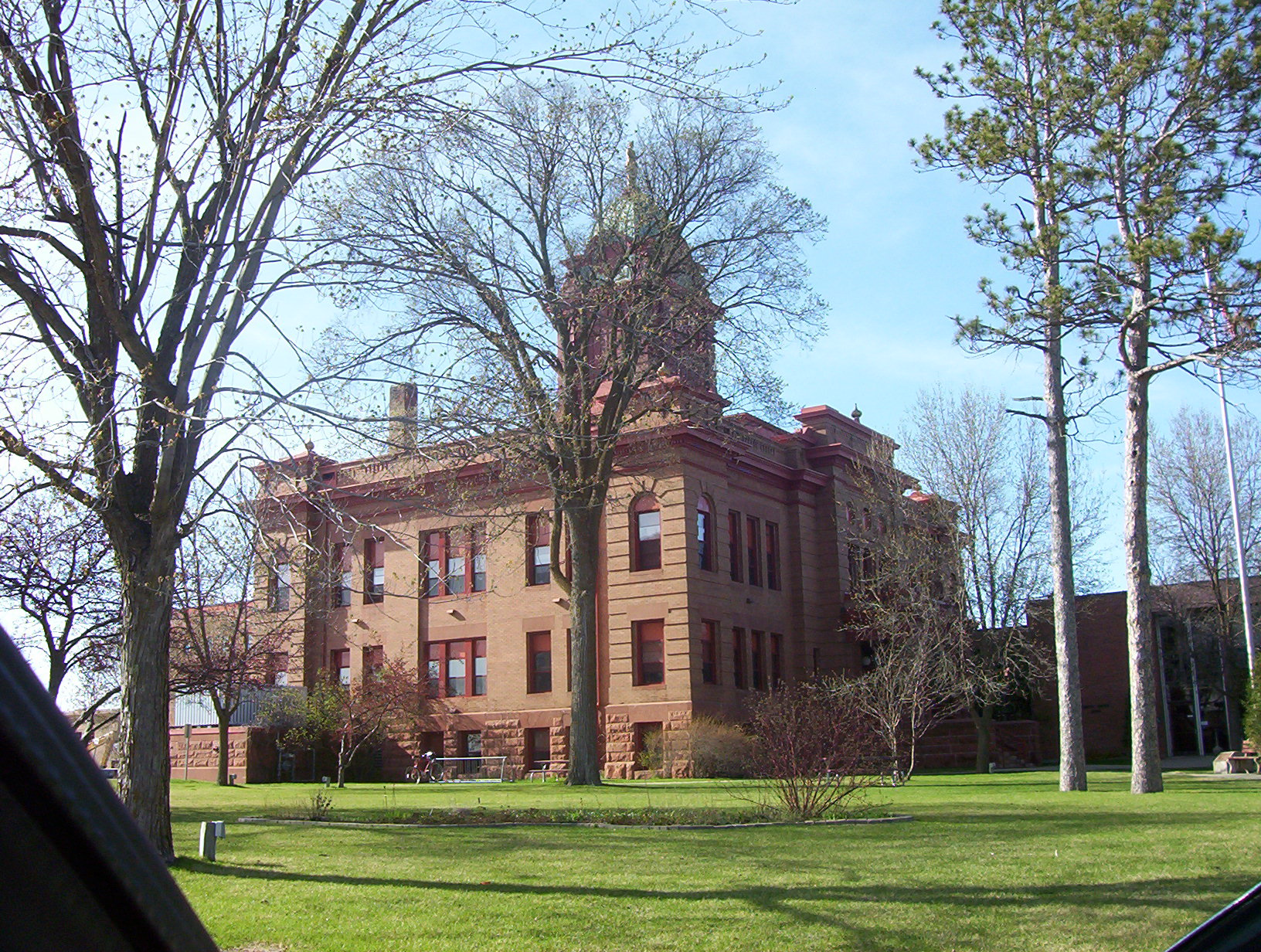
Beltrami Courthouse

## Geschichte
Das Gebäude wurde im Jahr 1902 in Bemidji, der Hauptstadt des Beltrami County erstellt. Seine Funktion als Bezirksgericht wurde 1974 eingestellt und das Bezirksgericht in das neu erstellte Justizzentrum im Südwesten der Stadt verlegt. Das historische Gebäude wurde umgebaut und weitere Verwaltungsbüros wurden darin untergebracht. Das Gebäude wurde 1988 aufgrund seiner Architektur und seiner geschichtlichen Bedeutung im National Register of Historic Places aufgenommen und als prominentes Beispiel für die öffentliche Architektur und der Beaux-Arts-Architektur nominiert. 

## Beschreibung
Das Beltrami County Courthouse ist ein dreistöckiges Gebäude aus rotem Back- und Sandstein, das im Beaux-Arts-Stil erbaut wurde. Das auffälligste Merkmal ist die Rotunde, die die Mitte der Haupthalle des ersten Stocks einnimmt und sich auch über den gesamten zweiten Stock hinaus in die Kuppel erstreckt. Ein Geländer aus Messing umrundet die Rotunde. Auf der Außenseite des Gebäudes erstreckt sich eine Kuppel über einem Turm mit Arkaden. Darauf steht eine Statue der Justitia, der Göttin der Gerechtigkeit. 

## Konstruktion
Bei einer Abstimmung, die am 11. März 1902 abgehalten wurden, stimmten die Stimmbürger von Bemidji für den Bau eines neuen Gerichtsgebäudes und Gefängnisses. Dafür wurde eine Anleihe in der Höhe von 50.000,00 USD genehmigt, die für den Bau verwendet werden sollte. Trotz einer Einsprache wurde noch im selben Jahr mit dem Bau begonnen. Die Architekten, die mit den Plänen für den Bau beauftragt wurden, waren Kinney & Detweiler aus Minneapolis. Die Baufirma Schmidt Bros wurde mit den Bauarbeiten beauftragt. Die erste Gerichtsverhandlung im neu erstellen Gebäude fand am 3. Januar 1903 statt.